# Kreis Bergün
| Bergün              | Bergün            |
| ------------------- | ----------------- |
| Bergün              |                   |
| Basisdaten          |                   |
| Staat:              | Schweiz           |
| Kanton:             | Graubünden (GR)   |
| Bezirk:             | Albula            |
| Hauptort:           | Bergün            |
| Fläche:             | 190,14 km²        |
| Einwohner:          | 1097 (31.12.2022) |
| Bevölkerungsdichte: | 6 Einw. pro km²   |
| Aufgehoben am:      | 31. Dezember 2015 |
| Karte               |                   |
| Karte von Bergün    |                   |

Der Kreis Bergün bildete bis zum 31. Dezember 2015 zusammen mit den Kreisen Alvaschein, Belfort und Surses den Bezirk Albula des Schweizer Kantons Graubünden. Der Sitz des Kreisamtes befand sich in Bergün. Durch die Bündner Gebietsreform wurden die Kreise aufgehoben.

## Gemeinden
Der Kreis setzte sich aus den folgenden zwei Gemeinden zusammen:
| Wappen  | Name der Gemeinde | Einwohner (31. Dezember 2022) | Fläche in km² | BFS-Nr | Einwohner pro km² |
| ------- | ----------------- | ----------------------------- | ------------- | ------ | ----------------- |
| Bergün  | Bergün/Bravuogn   | 567                           | 145,65        | 3521   | 4                 |
| Filisur | Filisur           | 530                           | 44,49         | 3522   | 12                |

## Veränderungen im Gemeindebestand

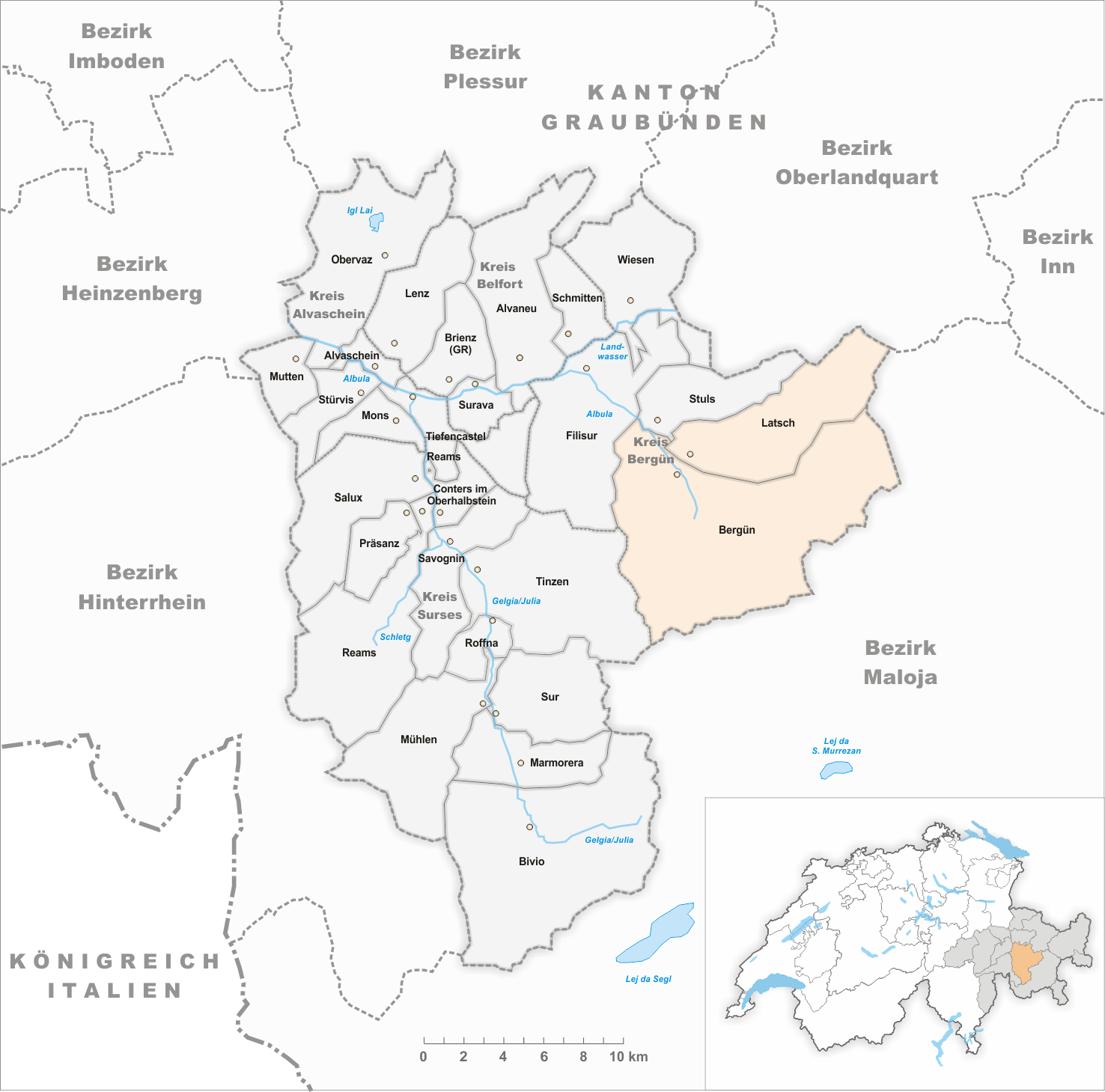
Gemeinden bis 1911
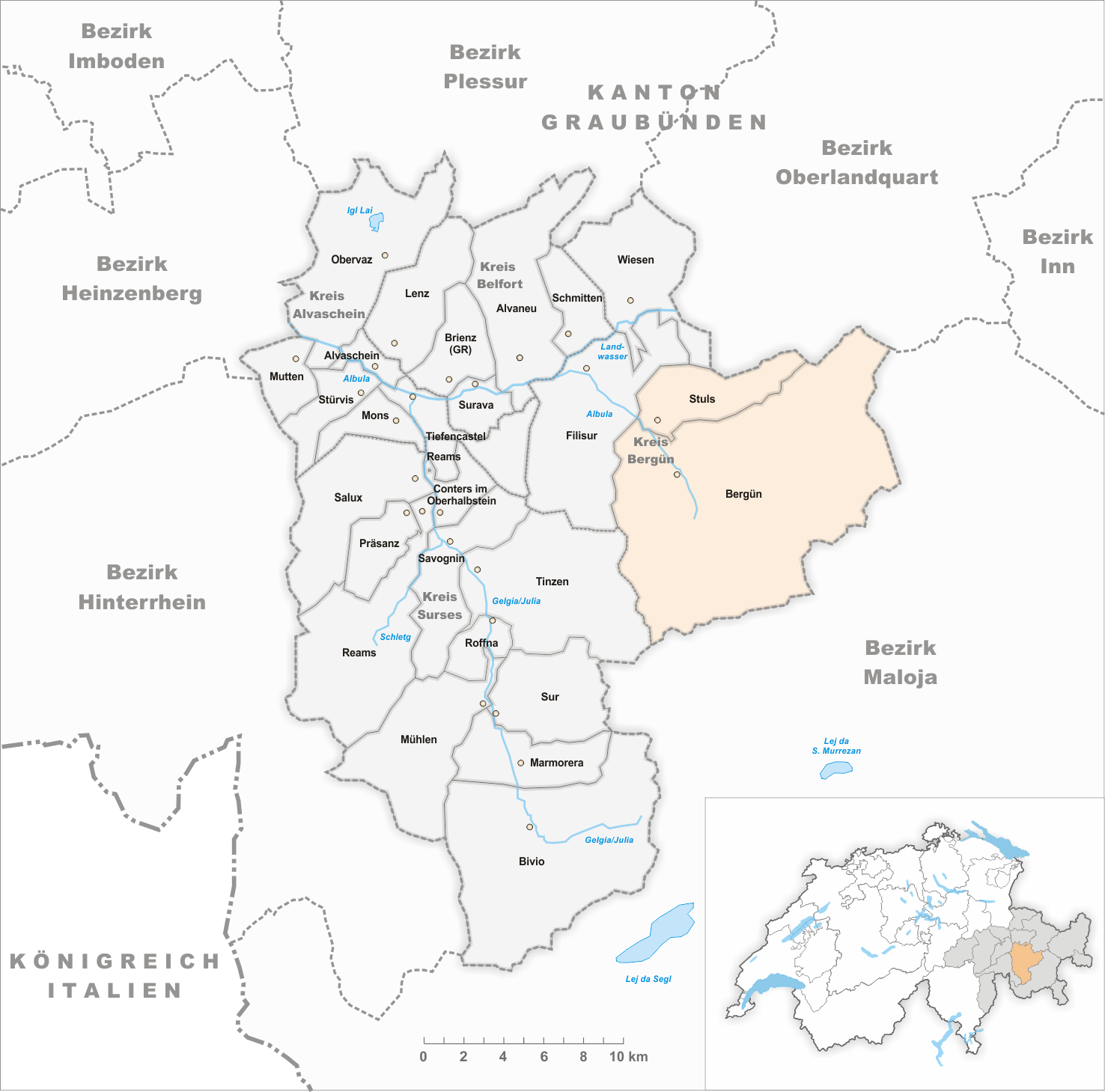
Gemeinden bis 1919
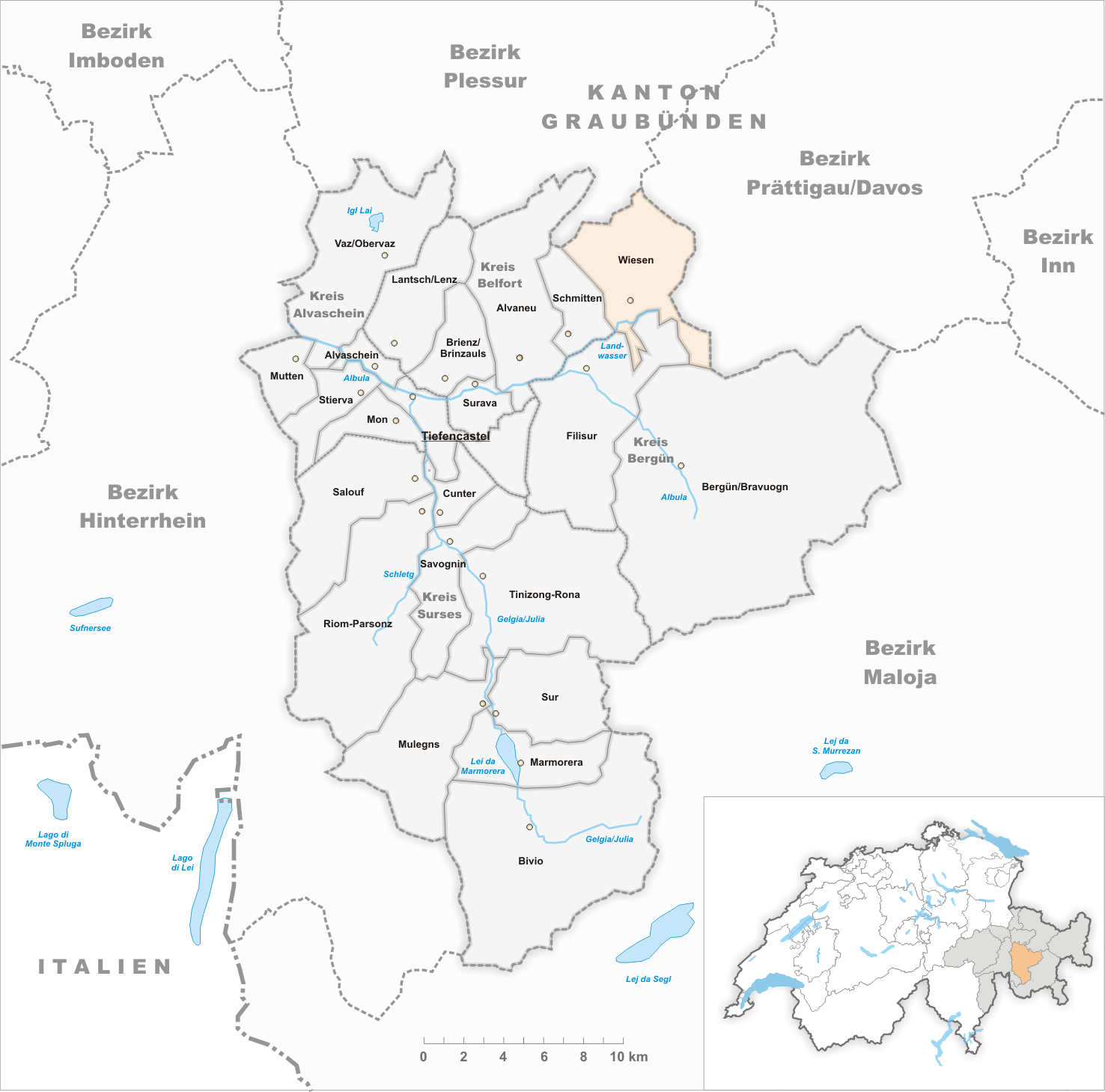
Gemeinden bis 2008

- 1912: Fusion Bergün und Latsch → Bergün
- 1920: Fusion Bergün und Stuls → Bergün
- 2009: Fusion und Bezirkswechsel Davos und Wiesen → Davos